# Cacciatori di navi
Cacciatori di navi è un film del 1990 diretto da Folco Quilici, tratto dal suo omonimo romanzo.

## Trama
Quattro amici di New York: Paul Haskel, Phillip Asherton, Sergio Di Nardo e Peter Fujko partono alla volta del Brasile per trascorrervi una vacanza di tre settimane dedicata alla pesca nel delta del Rio delle Amazzoni; allo scopo noleggiano un vecchio rimorchiatore, l'Ulysses, comandato da Andrade, un esperto marinaio greco che da molti anni naviga in quelle acque conoscendone i rischi ed i segreti.
I primi giorni trascorrono serenamente per tutti tranne che per Phillip il quale, oltre ad essere frustrato per la scarsità di pesce pescato, lascia trasparire un certo nervosismo per il lavoro recentemente perduto a causa di un carattere instabile; oltre alla pesca, Andrade illustra ai passeggeri alcune caratteristiche del grande fiume quali la fortissima corrente, capace di staccare intere porzioni di terra creando le cosiddette "isole flottanti" che lentamente si dissolvono ma allo stesso tempo risultano assai pericolose per la navigazione, e le insidie nel percorrere le centinaia di canali di cui si compone il delta raccontando la storia di una nave da crociera (l'Esmeralda), incagliatasi a causa della rottura del timone e ritrovata 75 anni dopo.
Una sera dalla radio di bordo i cinque ascoltano un messaggio nel quale una compagnia di assicurazioni promette una ricompensa di due milioni di dollari per il recupero della Yemanja, una vecchia goletta abbandonata dall'equipaggio, carica di esplosivo, che sta andando alla deriva; le coordinate approssimative fornite dalla compagnia danno l'imbarcazione vicina alla zona dove essi stanno navigando e, un po' per spirito di avventura ed un po' per il sogno del lauto guadagno, decidono di cambiare rotta e dirigersi verso le acque dove può trovarsi l'imbarcazione "fantasma".
L'impresa non è semplice data la vastità degli spazi e dopo qualche giorno, quando il carburante comincia a scarseggiare, i "cacciatori" decidono di rinunciare ma Paul, che versa in difficoltà economiche, insiste per continuare la ricerca e, saputo da Andrade che nelle vicinanze (presso l'isola delle Due Palme) si trova il relitto di un cargo affondato con a bordo diversi fusti di nafta nella notte svuota quasi completamente il serbatoio dell'Ulysses impedendo di fatto il ritorno al porto di San Pedro dal quale erano partiti. L'avidità di Paul crea sconcerto negli altri tre amici ma si trovano costretti, loro malgrado, a fare rotta verso la nave affondata.
Per recuperare i fusti di carburante Paul e Peter si immergono ma, quando l'operazione è ormai terminata, una paratia staccatasi improvvisamente dallo scafo imprigiona quest'ultimo causandone la morte e, dopo un'accesa discussione sull'opportunità di terminare la vacanza e lasciare perdere il sogno di ricchezza, tutti concordano sulla necessità di aiutare la moglie di Peter dopo la sua morte ed a tal fine continuano a cercare la nave fantasma. Mentre prosegue la ricerca i cacciatori trovano Baika, un giovane indio ferito alla deriva su di una piroga, e Paul, ormai accecato dal desiderio di denaro, vorrebbe evitare di salvarlo ma gli altri lo traggono a bordo e sarà proprio lui a salvare la vita a Paul dopo che quest'ultimo è stato morso da un serpente caduto a bordo dopo l'urto dell'Ulysses con un'isola flottante.
La Yemanja viene finalmente avvistata e, dopo una discussione in cui Andrade rinuncia alla sua parte di denaro in cambio dell'acquisizione della proprietà della nave in base alla legge del mare, essa non viene affondata e, dopo avere assicurato la goletta all'Ulysses, iniziano le operazioni di disinnesco degli esplosivi e di affondamento dei detonatori; l'impresa, a causa del caldo e dell'umidità non è facile ed è subito evidente che essa dovrà protrarsi per alcuni giorni ma una notte la gomena si spezza e la Yemanja sparisce.
La ricerca ricomincia ma una spaventosa ondata di piena, prevista da Andrade ma non nella sua intensità, li travolge ed il capitano e Sergio affogano, a quel punto i superstiti perdono la testa e Phillip abbandona la nave gettandosi in acqua terrorizzato mentre Paul, avvistata la Yemanja che si dirige verso di loro, decide, considerandola ormai una "maledizione" per quanto è accaduto da quando la caccia è iniziata, di scagliarsi con l'Ulysses contro di essa causandone l'esplosione e la conseguente distruzione delle due navi. Phillip, unico sopravvissuto, vaga aggrappato alla polena della Yemanja che galleggia sulle onde tornate calme e viene salvato da Baika nel frattempo tornato da terra a cercarlo.